# Wiko

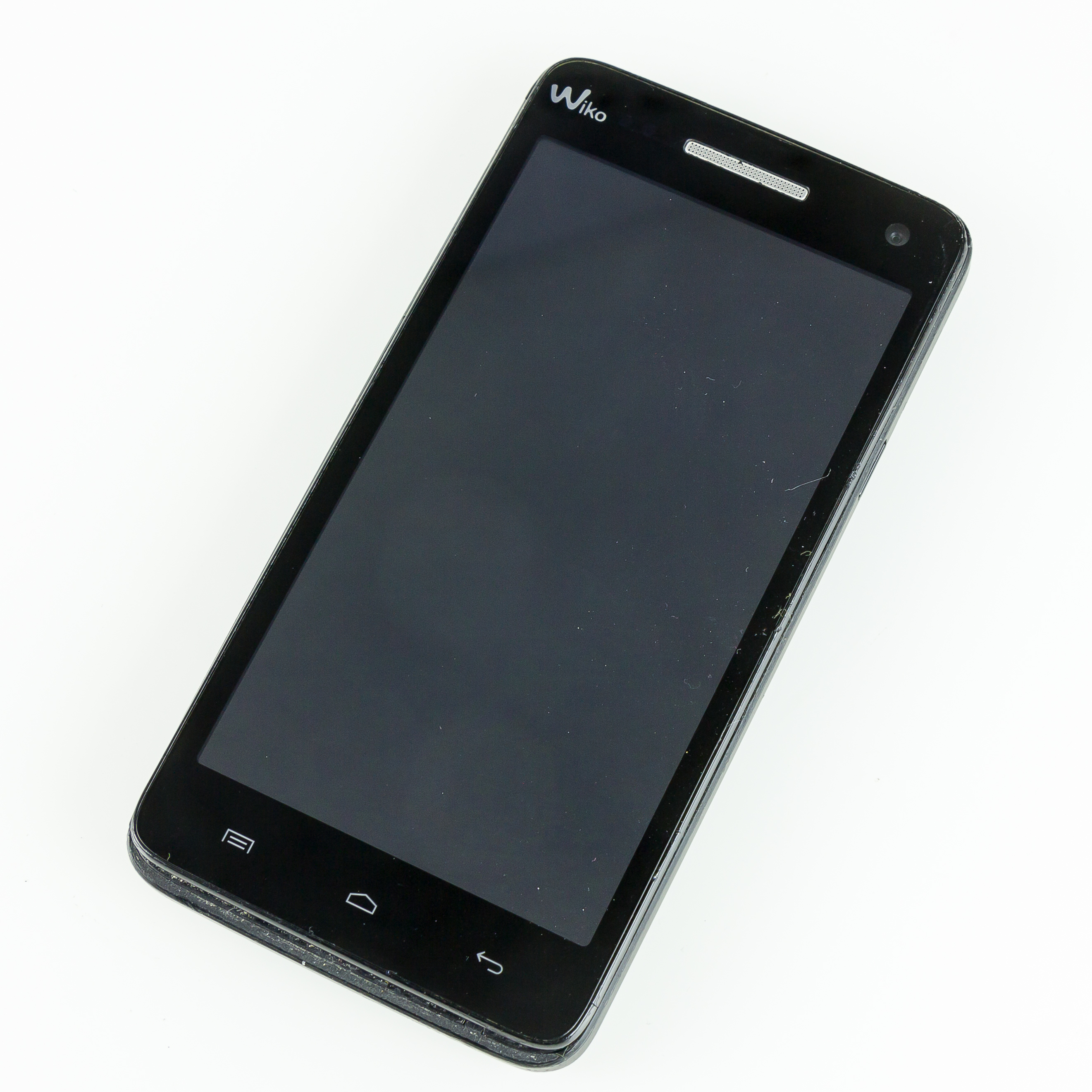
Wiko Rainbow 4G

Wiko és una marca de Smartphones francesa, propietat de la marca xinesa Tinno. Els productes són importats i comercialitzats per la PIME Wiko Mobile, amb seu a Marsella. La majoria de les seves Smartphones, tenen Dual SIM i el sistema operatiu Android. És, debutant en 2014, la segona marca a França que més Smartphones va vendre, per darrere de Samsung.

## Història
La societat Wiko Mobile va ser fundada en 2011 a Marsella, França, per Laurent Dahan en conjunt amb la societat xinesa Tinno, la quin va incorporar a la marca com una filial i tenint el 95 % d'ella.
Els treballadors francesos tenen un plec de condicions amb Tinno, per la qual cosa, l'enviament dels seus prototips canvien per adaptar el telèfon per al mercat francès.
Els cent empleats del Grup 5 proporcionen el servei post-venda i les vendes internes de Marsella.
Durant el primer trimestre de 2013, la marca representa el 31,6% de les vendes a l'Internet i el 10,5% en les vendes físiques, que ocupa el tercer entre el mercat francès (excloent el que ofereix la tenda als operadors i pàgina web) com a empresa segons GfK - en general els telèfons de mitjana i alta gamma es compren amb els operadors de les ofertes (que no estan inclosos en aquest rànquing); per als telèfons amb preus més baixos, que sovint es venen directament sense operadors. Tots els telèfons tenen la capacitat d'albergar dues targetes SIM, excepte els models Wax, la Highway 4G, Klte, Rainbow 4G i Birdy 4G. De fet, utilitzen el xip NVIDIA Tegra 4i, que capta la xarxa 4G, però sense ser capaç d'utilitzar dues targetes SIM. La companyia anuncia a partir d'intervinguts de 2013, un milió de clients.

## Patrocini
És el patrocinador oficial de la SD Eibar i del Reial Betis, equips de futbol de la Primera Divisió d'Espanya.